# غوردون ويليامسون
غوردون ويليامسون (بالإنجليزية: Gordon Williamson)‏ هو كاتب بريطاني، ولد في 1951.